# Stadtbahn Duisburg
Stadtbahn Duisburg – system premetra w Duisburgu, będący częścią Stadtbahn Rhein-Ruhr. Łączy Duisburg z sąsiednim Düsseldorfem. Na niektórych odcinkach kolej kursuje razem z tramwajami. Premetro, podobnie jak inne środki transportu publicznego w Duisburgu, jest obsługiwane przez Duisburger Verkehrsgesellschaft.

## Linie
Stan z czerwca 2025 r.
| Linia | Trasa |
| ----- | --- |
| U79   | (Duisburg: U Meiderich Bf – U Auf dem Damm –) U Duissern – U Duisburg Hbf – U König-Heinrich-Platz – U Steinsche Gasse – Platanenhof – Musfeldstraße – Kremerstraße – Karl-Jarres-Straße – Grunewald – Grunewald Betriebshof – Kulturstraße – Im Schlenk – Waldfriedhof – Münchener Straße – Sittardsberg – Mühlenkamp – St. Anna Krankenhaus – Düsseldorf: Kesselsberg – Froschenteich – Wittlaer – Am Mühlenacker – Kalkumer Schlossallee – Klemensplatz – Kittelbachstraße – Alte Landstraße – Lohausen – Freiligrathplatz – Messe Ost/Stockumer Kirchstraße – Nordpark/Aquazoo – Reeser Platz – Theodor-Heuss-Brücke – Golzheimer Platz – Kennedydamm – U Victoriaplatz/Klever Straße – U Nordstraße – U Heinrich-Heine-Allee – U Steinstraße/Königsallee – U Oststraße – U Düsseldorf Hbf (– U Oberbilker Markt/Warschauer Straße – U Ellerstraße – U D-Oberbilk – Kaiserslauterner Straße – Provinzialplatz – Werstener Dorfstraße – Südpark – D-Universität Ost/Botanischer Garten) |

## Tabor
Stan z czerwca 2025 r.
| Zdjęcie        | Typ            | Eksploatacja od | Liczba |
| -------------- | -------------- | --------------- | ------ |
|                | Duewag B80C    | 1983            | 14     |
| Łączna liczba: | Łączna liczba: | Łączna liczba:  | 14     |

## Galeria

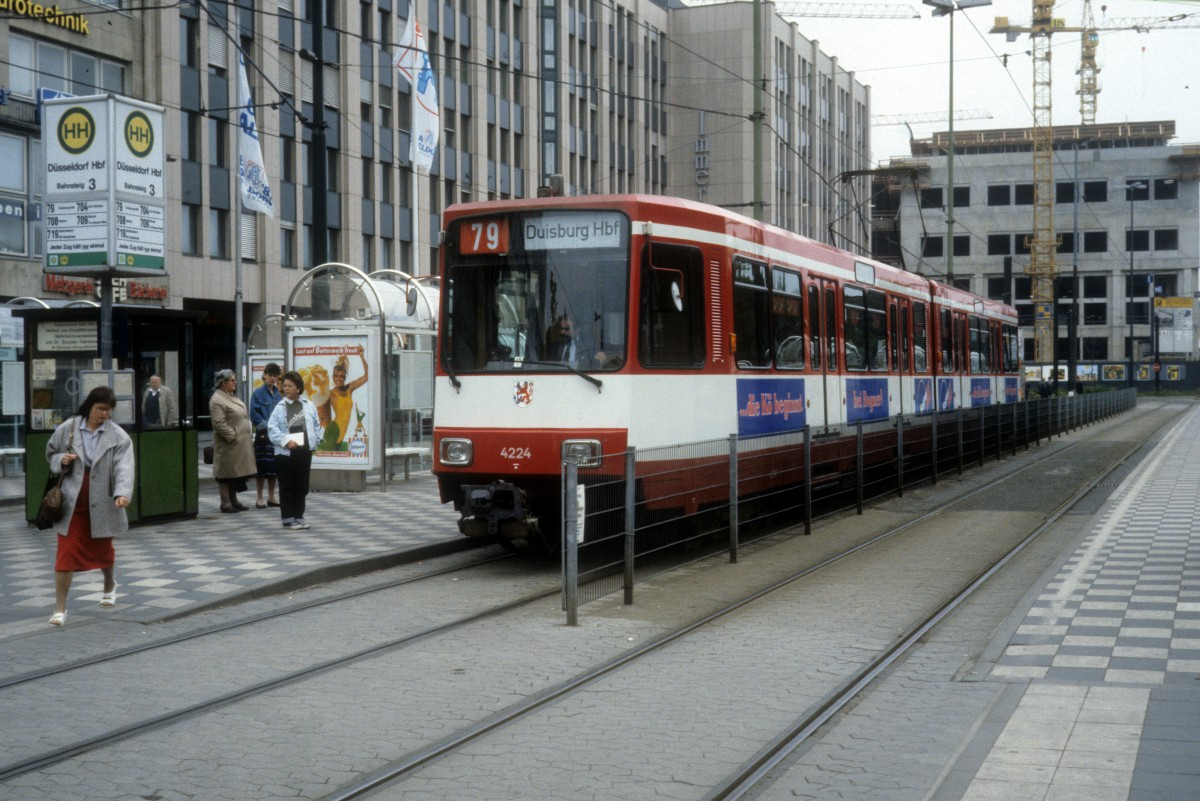
Linia tramwajowa nr 79, poprzedniczka linii U79
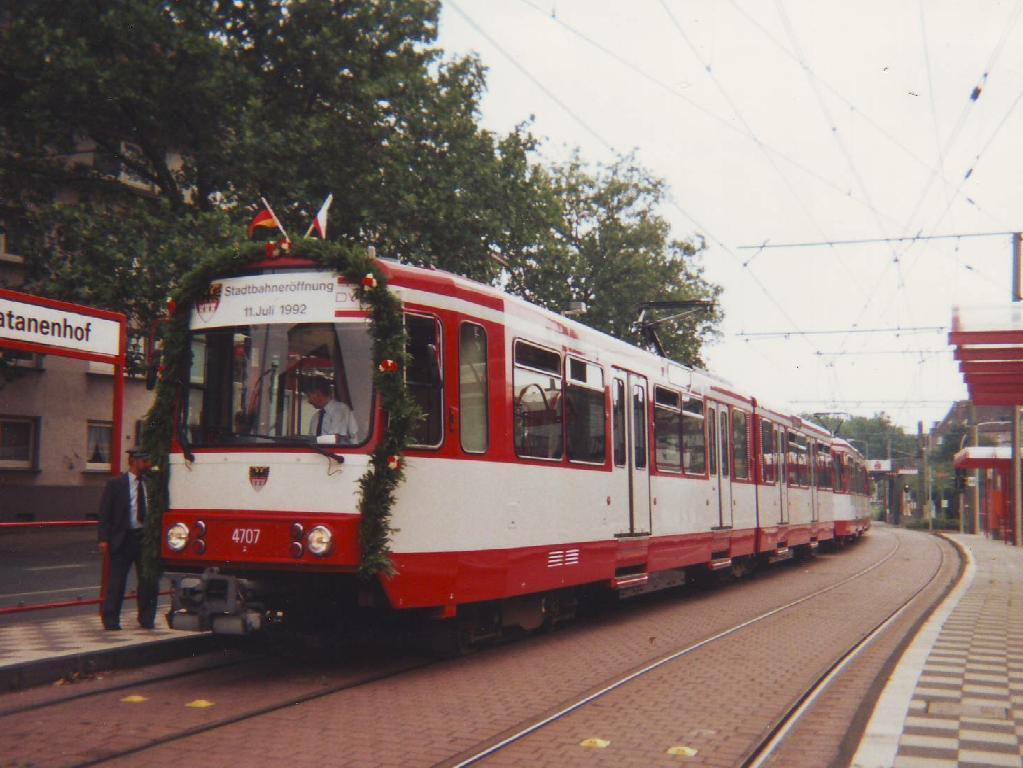
Uroczyste otwarcie Stadtbahnu, 1992
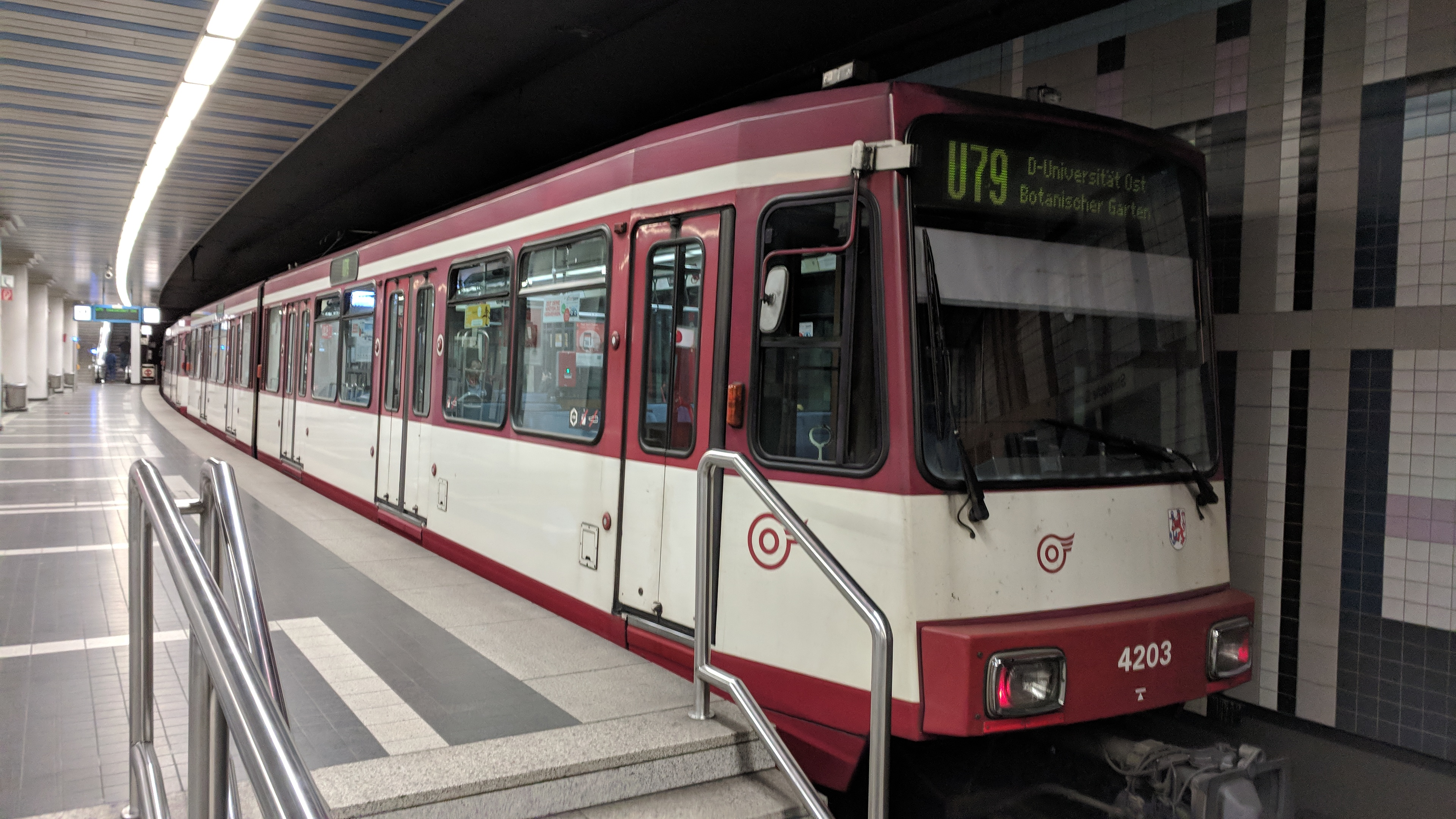
Stacja Steinsche Gasse
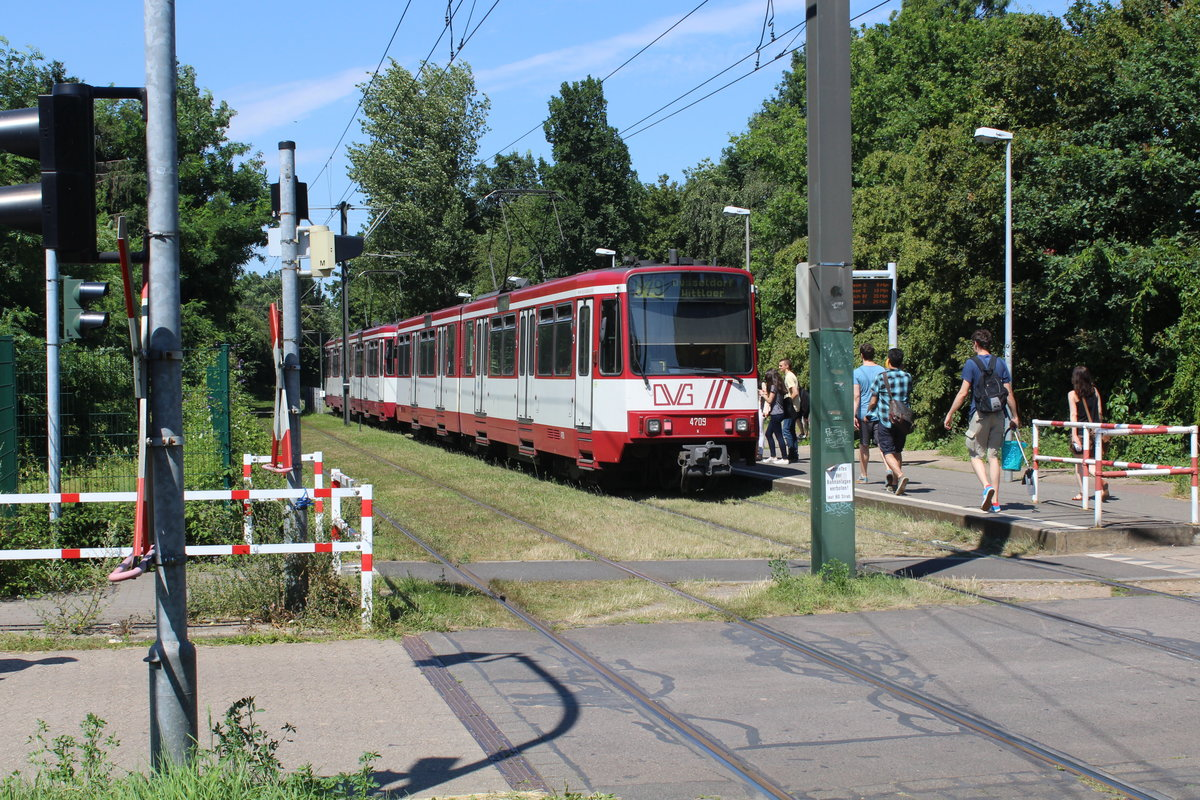
Stacja Universität Ost/Botanischer Garten